# 王裕心
王裕心（16世紀—1644年），字元涵，山西汾州府孝義縣人，明朝政治人物。

## 生平
王裕心萬曆四十三年（1615年）中舉人，天啟二年（1622年）成進士，獲授應天府教授，升南京國子監博士，上疏楊漣冤屈，數陳魏忠賢罪惡狀，但都留中不報。五年升户部主事，管理太仓银库，纪录二次。崇祯元年任会试同考，升员外郎。
之後王裕心轉官戶部郎中管理銀庫，在年末歲終節省十餘萬兩，被稱為清官第一；外任武昌府知府，题留。崇祯二年告归侍养，丁忧。六年起补兵部，七年升山東大名道佥事，八年调陝西寧夏道参议，加副使，十二年调蘭州道、榆林道副使，加升陝西布政使司参政；崇禎十三年（1640年）再擢為右僉都御史巡撫陝西，立下不少軍功。後來他致仕歸里，北京被李自成攻陷後絕食而死。

## 家族
父王政，萬曆十一年進士。